# Wassili Wiktorowitsch Demtschenko
Wassili Wiktorowitsch Demtschenko (russisch Василий Викторович Демченко; englische Transkription: Vasily Demchenko; * 16. März 1994 in Tscheljabinsk) ist ein russischer Eishockeytorwart, der seit Mai 2021 beim HK Awangard Omsk in der KHL unter Vertrag steht.

## Karriere
Wassili Demtschenko stammt aus dem Nachwuchsteam Belyje Medwedi in der Molodjoschnaja Chokkeinaja Liga. Im Laufe der Saison 2013/14 debütierte er in der KHL für den HK Traktor Tscheljabinsk. Zwischen 2013 und 2015 wurde er zudem regelmäßig in der zweiten Spielklasse, der Wysschaja Hockey-Liga, beim HK Tschelmet Tscheljabinsk eingesetzt.
Ab 2015 war er Stammtorhüter von Traktor und wurde im November 2016 als KHL-Torwart des Monats ausgezeichnet. In der ersten Hälfte der Saison 2019/20 absolvierte er 22 Spiele für Traktor, von denen nur 7 gewonnen wurden. Daher wurde er Ende November 2019 auf die Waiverliste gesetzt und Anfang Dezember 2019 vom HK Metallurg Magnitogorsk verpflichtet.
Im April 2020 unterzeichnete Demtschenko einen Einjahresvertrag bei den Canadiens de Montréal aus der National Hockey League, kam aber nur zu vier Einsätzen für die Rocket de Laval in der American Hockey League und entschied sich daher 2021 zu einer Rückkehr in die KHL. Er erhielt einen Einjahresvertrag beim HK Awangard Omsk.

## Erfolge und Auszeichnungen
- 2016 KHL-Torwart des Monats November